# Liste der Baudenkmäler in Reichling
Auf dieser Seite sind die Baudenkmäler in der oberbayerischen Gemeinde Reichling zusammengestellt. Diese Tabelle ist eine Teilliste der Liste der Baudenkmäler in Bayern. Grundlage ist die Bayerische Denkmalliste, die auf Basis des Bayerischen Denkmalschutzgesetzes vom 1. Oktober 1973 erstmals erstellt wurde und seither durch das Bayerische Landesamt für Denkmalpflege geführt wird. Die folgenden Angaben ersetzen nicht die rechtsverbindliche Auskunft der Denkmalschutzbehörde.

## Baudenkmäler nach Ortsteilen

### Reichling
| Lage                                                | Objekt                               | Beschreibung | Akten-Nr.     | Bild                             |
| --------------------------------------------------- | ------------------------------------ | --- | ------------- | -------------------------------- |
| Keltenstraße 12 (Standort)                          | ehemaliges Bauernhaus                | zweigeschossiger Satteldachbau mit aufgeständerter Altane aus Beton, 1912; angeschlossener Stadel, zweigeschossiger Satteldachbau, Mitte 19. Jh., Umbau um 1900; freistehender Stadel, zweigeschossiger Satteldachbau, Mitte 19. Jh. | D-1-81-135-22 | BW                               |
| St.-Nikolaus-Straße 12 (Standort)                   | Pfarrhaus                            | stattlicher zweigeschossiger Satteldachbau mit verkröpftem Ortganggesims, von Joseph Schmuzer, 1731 | D-1-81-135-4  | Pfarrhaus                        |
| St.-Nikolaus-Straße 14; Wurzbergstraße 2 (Standort) | Katholische Pfarrkirche St. Nikolaus | Saalbau mit eingezogenem Polygonalchor und Chorturm, Chorturm 14. Jahrhundert und um 1780, Langhaus und Chor in frühklassizistischen Formen, von Franz Anton Kirchgrabner, 1779/80; mit Ausstattung; Friedhofsmauer, Tuffsteinquadermauer, 18./19. Jahrhundert, Eingänge mit vasenbekrönten Pfosten und Gittertüren an der Nordost-, Nordwest- und Südwestecke, 2. Viertel 19. Jahrhundert | D-1-81-135-1  | weitere Bilder                   |
| St.-Nikolaus-Straße 17 (Standort)                   | Ehemaliges Kleinbauernhaus           | zweigeschossiger Flachsatteldachbau, im Kern 18. Jahrhundert | D-1-81-135-5  | Ehemaliges Kleinbauernhaus       |
| St.-Nikolaus-Straße 22 (Standort)                   | Mittertennhaus                       | zweigeschossiger Satteldachbau mit Giebeltenne, im Kern Ständerbau des 17./18. Jahrhundert | D-1-81-135-6  | Mittertennhaus                   |
| St.-Nikolaus-Straße 24 (Standort)                   | Ehemaliges Bauernhaus                | Mittertennbau mit Flachsatteldach und Giebelfresko, im Kern 17./18. Jahrhundert | D-1-81-135-7  | Ehemaliges Bauernhaus            |
| Untergasse 7 (Standort)                             | Ehemalige Dorfschmiede               | eingeschossiger Satteldachbau mit traufseitigem Vordach, im Kern bezeichnet 1712 und 19. Jahrhundert; mit Ausstattung | D-1-81-135-9  | Ehemalige Dorfschmiede           |
| Untergasse 18 (Standort)                            | Bauernhaus                           | Satteldachbau mit Bundwerkkniestock, um 1800; Getreidekasten, erdgeschossige Konstruktion, bezeichnet 1700, im rückwärtigen Nebengebäude | D-1-81-135-8  | Bauernhaus                       |
| Vorstadt (Standort)                                 | Katholische Kapelle St. Antonius     | kleiner Steilsatteldachbau mit eingezogener, halbrunder Apsis, 1697; mit Ausstattung | D-1-81-135-10 | Katholische Kapelle St. Antonius |

### Hirschau
| Lage                                         | Objekt                           | Beschreibung                                                                                   | Akten-Nr.     | Bild                             |
| -------------------------------------------- | -------------------------------- | ---------------------------------------------------------------------------------------------- | ------------- | -------------------------------- |
| Flur Hirschau, an der Kapelle (Standort)     | Grabstein                        | hohes Postament mit Kreuz aus Sandstein in neugotischen Formen, 2. Hälfte 19. Jahrhundert      | D-1-81-135-14 | Grabstein                        |
| Flur Hirschau, vor der Lechbrücke (Standort) | Katholische Kapelle              | kleiner Satteldachbau mit halbrunder Apsis, im Kern wohl Ende 17. Jahrhundert; mit Ausstattung | D-1-81-135-13 | Katholische Kapelle              |
| Lechbrücke (Standort)                        | Brückenfigur des heiligen Lorenz | große Bronzeskulptur, von Marlene Neubauer-Woerner, 1968                                       | D-1-81-135-19 | Brückenfigur des heiligen Lorenz |

### Ludenhausen
| Lage                           | Objekt                                     | Beschreibung | Akten-Nr.     | Bild                                       |
| ------------------------------ | ------------------------------------------ | --- | ------------- | ------------------------------------------ |
| Abtsrieder Straße 1 (Standort) | Ehemaliges Pfarrhaus                       | zweigeschossiger Satteldachbau mit Mezzaningeschoss, Gurtgesims und Stichbogenfenstern, 1883 | D-1-81-135-16 | Ehemaliges Pfarrhaus                       |
| Abtsrieder Straße 5 (Standort) | Wohnteil eines Mittertennhofes             | zweigeschossiger, verputzter Flachsatteldachbau mit Kniestock, Blockbau-Erdgeschoss, Ständerbohlenbau-Obergeschoss und giebelseitiger Laube, im Kern von 1662 (dendro.dat.), Erweiterung nach Südosten und Dachaufsteilung, 1861 (dendro.dat.) | D-1-81-135-20 | BW                                         |
| Kirchweg 3 (Standort)          | Katholische Pfarrkirche St. Peter und Paul | Saalbau mit eingezogenem Polygonalchor und Chorflankenturm, Chor im Kern 1294, Turm 1816, Langhaus 1842 und 1874; mit Ausstattung | D-1-81-135-15 | Katholische Pfarrkirche St. Peter und Paul |
| Weiherweg 20 (Standort)        | Armenhaus, sog. Gemeindehaus               | erdgeschossiger, verputzter Satteldachbau, wohl 1904 | D-1-81-135-21 | BW                                         |

### Reichlingsried
| Lage                           | Objekt  | Beschreibung                                                              | Akten-Nr.     | Bild    |
| ------------------------------ | ------- | ------------------------------------------------------------------------- | ------------- | ------- |
| Reichlingsried 1, 3 (Standort) | Kapelle | kleiner Satteldachbau mit halbrunder Apsis, im Kern 1856; mit Ausstattung | D-1-81-135-17 | Kapelle |

## Ehemalige Baudenkmäler
In diesem Abschnitt sind Objekte aufgeführt, die früher einmal in der Denkmalliste eingetragen waren, jetzt aber nicht mehr. Objekte, die in anderem Zusammenhang also z. B. als Teil eines Baudenkmals weiter eingetragen sind, sollen hier nicht aufgeführt werden. Aktennummern in diesem Abschnitt sind ehemalige, jetzt nicht mehr gültige Aktennummern.

| Lage                                              | Objekt        | Beschreibung                                                  | Akten-Nr. | Bild |
| ------------------------------------------------- | ------------- | ------------------------------------------------------------- | --------- | ---- |
| Reichling im Friedhof beim Leichenhaus (Standort) | Steinkreuz    | Kleines Steinkreuz aus Tuff, bezeichnet mit „17 . .“ (1784?). |           | BW   |
| Gimmenhausen Gimmenhausen 9 (Standort)            | Traufbundwerk | an der Südseite, Ende 18. Jahrhundert                         |           | BW   |